# 花蓮台彩威力盃少棒賽
花蓮台彩威力盃少棒賽（英語：Hualien Baseball Little League Tournament），是台灣首項設置獎金的少棒比賽，冠軍獎金高達百萬。花蓮縣副縣長徐祥明表示，威力盃獎金並非鼓勵學生追逐利益，而是希望透過這筆獎金，能改善球隊經營，讓偏鄉資源匱乏的棒球隊，不再擔憂教練鐘點費與參賽經費。這項比賽源於一名出生花蓮的男性上班族，2012年中了威力彩頭獎後，捐出1.2億元給花蓮縣政府，希望能振興花蓮少棒。並於2013年首次舉辦第一屆花蓮台彩威力盃少棒賽，至2020年為止已經舉辦八屆。這位中獎人由於小時家境不佳，無法實現打棒球的夢想，因此慷慨捐錢創辦比賽，藉此發展地區棒運。這也是台灣公益彩券史上，首次有中獎人捐款推動單項運動賽事，並指定每年在花蓮比賽。除每年總獎金200萬元外，參賽隊伍更可免費住宿、交通接駁，也贈送每名參賽球員裝備，像澎湖講美少棒隊，如今小球員們出外比賽，仍背著去年威力盃獲贈的大型後背包。威力盃規定獎金需專款專用於選手設備添購、訓練營養金，得獎隊伍須以收據向主辦單位請款，全數獎金由主辦單位匯入得獎縣市公庫。花蓮棒委會最初提出的版本，冠軍獎金為30萬元，但中獎人看過整個計畫後，未提出修改的地方，唯獨堅持要發出100萬元，鼓勵冠軍隊。

## 賽事獎金分配
- 冠軍：100萬元
- 亞軍：50萬元
- 季軍：20萬元
- 殿軍：10萬元
- 第5至8名分別各5萬元

## 歷屆賽事
| 歷屆賽事 |        |                    |      |            |        |        |        |          |
| 屆次     | 年份   | 時間               | 隊數 | 主辦地區   | 冠軍   | 亞軍   | 季軍   | 殿軍     |
| 1        | 2013年 | 12月12日至12月15日 | 16   | 臺灣花蓮縣 | 桃園縣 | 台東縣 | 屏東縣 | 新北市   |
| 2        | 2014年 | 12月4日至12月7日   | 16   | 臺灣花蓮縣 | 台東縣 | 桃園縣 | 花蓮縣 | 台北市   |
| 3        | 2015年 | 12月3日至12月6日   | 17   | 臺灣花蓮縣 | 桃園市 | 新北市 | 高雄市 | 花蓮縣紅 |
| 4        | 2016年 | 12月8日至12月11日  | 19   | 臺灣花蓮縣 | 桃園市 | 台北市 | 台東縣 | 新竹市   |
| 5        | 2017年 | 12月7日至12月10日  | 20   | 臺灣花蓮縣 | 台東縣 | 新竹市 | 台南市 | 雲林縣   |
| 6        | 2018年 | 12月6日至12月9日   | 20   | 臺灣花蓮縣 | 台東縣 | 新北市 | 台中市 | 台北市   |
| 7        | 2019年 | 12月5日至12月8日   | 21   | 臺灣花蓮縣 | 桃園市 | 高雄市 | 花蓮縣 | 南投縣   |
| 8        | 2020年 | 12月3日至12月6日   | 21   | 臺灣花蓮縣 | 台中市 | 桃園市 | 高雄市 | 新北市   |

## 外部連結
- 台灣棒球維基館：花蓮台彩威力盃少棒賽 （页面存档备份，存于）